# Vujicsics Tihamér
Vujicsics Tihamér (szerbül: Тихомир Вујичић / Tihomir Vujičić; Pomáz, 1929. február 23. – Damaszkusz, 1975. augusztus 19.) szerb származású magyar zeneszerző, népzenegyűjtő. Amellett, hogy a balkáni népek zenéjét gyűjtötte és népszerűsítette Magyarországon, termékeny komponista is volt, 137 filmzenét és operát szerzett, többek között A Tenkes kapitánya és a Bors című televíziós sorozatok zenéjét is ő komponálta. Damaszkusz környékén történt repülőgép-szerencsétlenségben halt meg.

## Életrajza

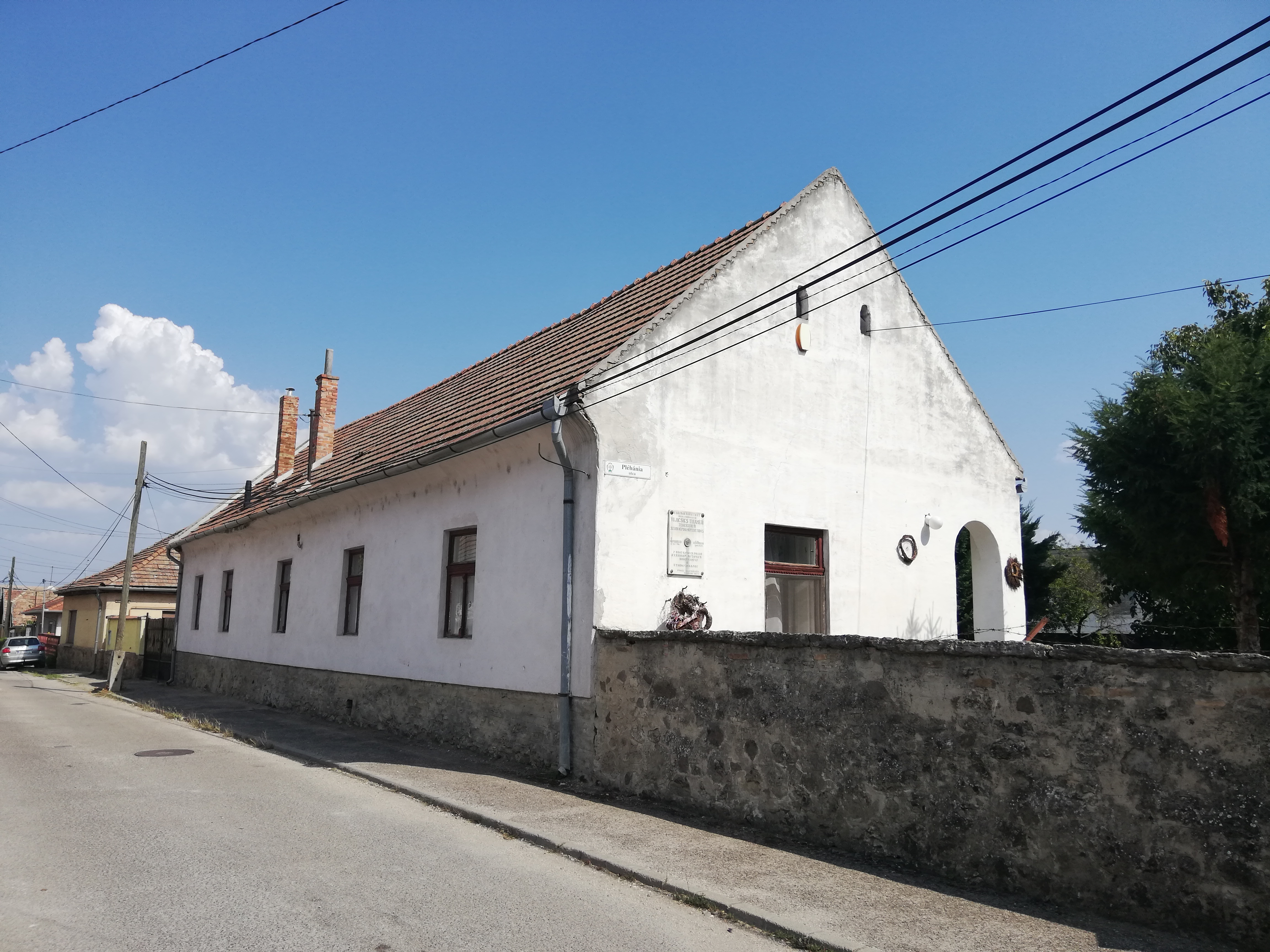
Pomázi szülőháza

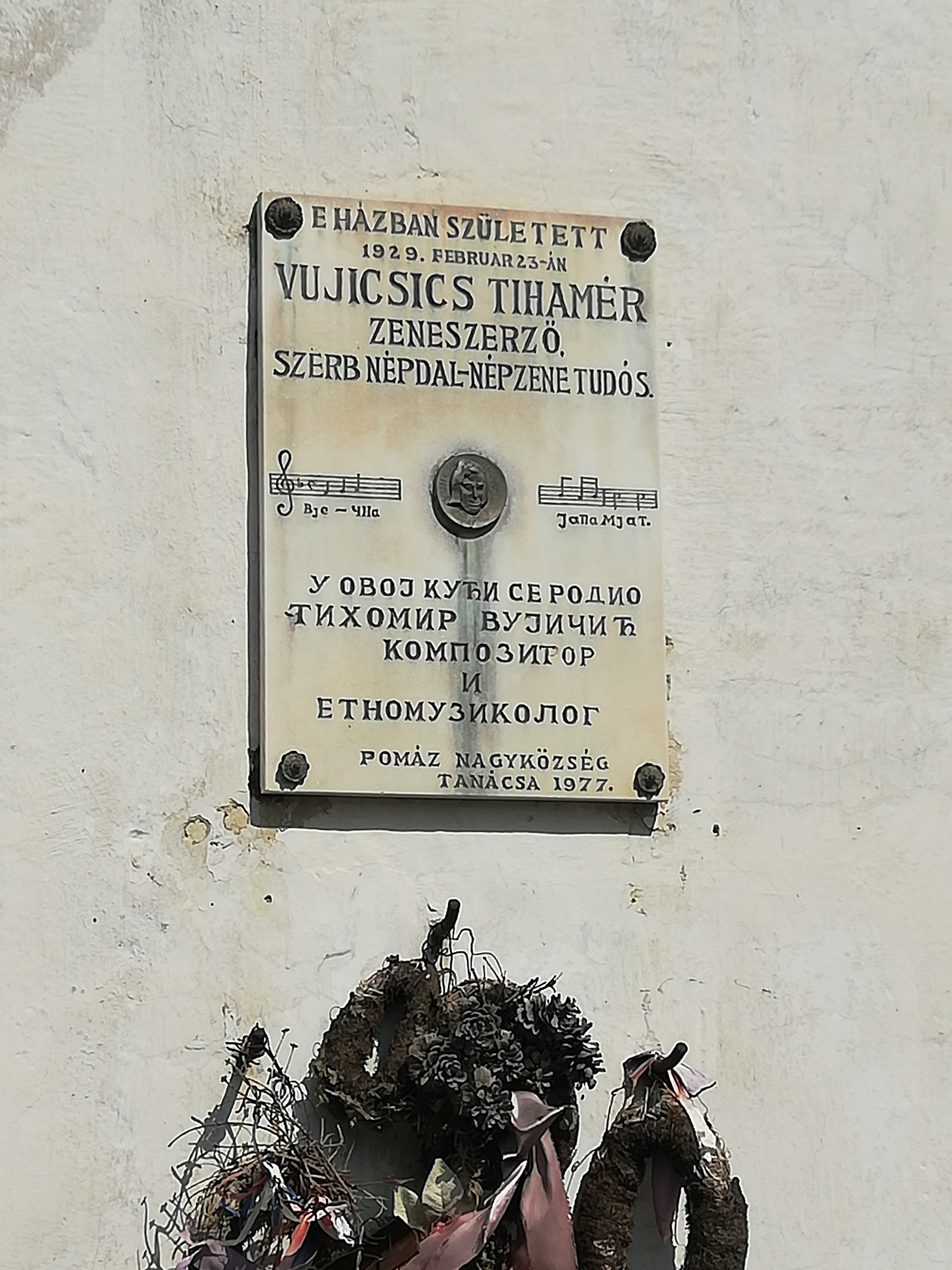
Emléktáblája a szülőháza falán

Vujicsics Tihamér 1929. február 23-án született. Édesapja, Vujicsics Dusán, a budai szerb ortodox egyházmegye vikáriusa volt. Édesanyja Budimlics Nevenka volt. Testvére Vujicsics D. Sztoján író, irodalomtörténész, műfordító, az MTA Irodalomtörténeti Intézet tagja volt.
A Vujicsics család 1937-ben utazott először Jugoszláviába, Tihamér ezután hosszú ideig nem hagyta el Magyarországot.
Az elemi iskolát a Pomázi Szerb Elemi Iskolában végezte el, majd Budapestre költözött a család, és Tihamér a Werbőczy Gimnáziumban (ma: Petőfi Sándor Gimnázium) folytatta tanulmányait.
1944-ben a bombázások elől Hercegszántóra, az anyai nagyszülőkhöz menekültek. Itt tanult meg tamburázni, harmonikázni, furulyázni és hegedülni. A zenei érdeklődése is ekkor vált komollyá.
A második világháború után a Nemzeti Zenedében tanult, majd 1948-ban felvették a Liszt Ferenc Zeneművészeti Főiskolára. Itt Veress Sándor és Farkas Ferenc tanítványa volt. Nem sokkal a kommunista hatalomátvétel után a származása miatt el kellett hagynia az iskolát, és 1949-től a Bartók Béla Zeneművészeti Szakiskolában tanult. Ekkor kezdett el foglalkozni a zenegyűjtéssel.
Légibalesetben vesztette életét 1975 nyarának végén: a csehszlovák légitársaság (ČSA) egyik, Il–62-es típusú gépén – az OK 540-es járattal – Prágából Damaszkuszba tartott, amikor a célállomás közelében egy máig nem tisztázott repülőgép-szerencsétlenség áldozata lett.
Halála után felvette a nevét a Kossuth-díjat elnyert Vujicsics együttes, amely délszláv népzenei hagyományok őrzésében vállal kiemelkedő szerepet.
Szentendrén található egy kicsiny tér, rögtön a kékfestő mellett, amely az ő nevét viseli. Nevét viseli a Vujicsics Tihamér Zeneiskola Szentendre Alapfokú Művészetoktatási Intézmény.

## Munkássága
A szerb anyanyelvű magyar zeneszerző elsősorban a balkáni népek, így a szerbek népzenéjét gyűjtötte és népszerűsítette Magyarországon (Palóc fantázia, Kalotaszegi concerto, Drágszéli táncok). A téma iránti szeretete és rendkívüli zenei humora egyaránt megmutatkozott számos korabeli rádió- és televíziós műsorban. Mint zeneszerző elsősorban táncjátékokat és filmzenéket írt.
Gyűjtött macedón, sokác, albán, perzsa, arab népzenét is. 137 filmzene és egy opera is volt szerzeményei között. Népzenekutatói munkásságának halála után megjelent dokumentuma A magyarországi délszlávok zenei hagyományai. Szabó István Koncert (1961) című feltűnést keltő avantgarde rövidfilmjében a Duna-parton ő szólaltatta meg a zongorát.
57 filmzenéről nincs információ, az idők során eltűnt. Banovich Tamás úgy nyilatkozott, hogy hat év alatt nagyjából 30 filmet készítettek Vujicsics Tihamérral.
Igen népszerűek, örökzöldek zenés paródiái (ezek egy része 1977-es lemezén is megjelent), főleg az Éjféli operabemutató (Mama, fogjál nekem békát...).

## Művei
Az alábbi listában a műveinek többsége szerepel. A művei között 137 filmzenét szerzett, ezek közül néhány szerepel csak az alábbi listában.
- Kalotaszegi concerto (1953)
- Maros és Küküllő mentén
- Drágszéli táncok (1954, táncszvit)
- Táncrakérés (1954)
- Csudra Makar (1955, népi táncballada)
- Pásztor botoló (1958)
- Éjfél után (1958, néptáncfeldolgozás)
- Kádár Kata (1958)
- Csodafurulyás juhász (1958)
- Nase pesme (1959, népzenei gyűjtemény)
- Fergeteges (1961, népzenei feldolgozás)
- Székely legényes (1962, néptáncfeldolgozás)
- Kertes házak utcája (1962, játékfilm)
- Maglódi táncok	(1962, néptáncfeldolgozás)
- Öröklakás (1963, TV film, zeneszerző)
- Koncert (1963, színész, zeneszerző)
- Életbe táncoltatott lány (1964, táncfilm)
- Vágyódás (1964, táncminiatűr)
- Egy lány balladája (1964, táncminiatűr)
- Tiszavirág (1964, táncminiatűr)
- A Tenkes kapitánya (1964, TV film, zeneszerző)
- Szvatovác (1965, szerb lakodalmas)
- Busó (1965, busójárás – sokác téltemetés)
- Fény a redőny mögött (1965, krimi, zeneszerző)
- Miért rosszak a magyar filmek? (1965, filmszatíra, zeneszerző)
- Minden kezdet nehéz (1966, zene)
- Princ, a katona (1966, filmsorozat)
- Bors (1968, filmsorozat 1-5., zeneszerző)
- Isten és ember előtt (1968, film)
- Sziget a szárazföldön (1969, film)
- Pikko herceg és Jutka Perzsi (1969, komédia, zeneszerző)
- Téli sirokkó (1969, filmdráma)
- A nagy kék jelzés – avagy a hűség jutalma (1969, film)
- Palóc fantázia (1970)
- Alföldi képek (1970)
- Szép magyar komédia (1970, filmdráma, zeneszerző)
- A boldogságot kereső ifjú (1974, táncszvit)
- A dunai hajós (1974, kalandfilm)
- Árgyélus kismadár (zeneparódia)

Továbbá három műve befejezetlen maradt.
- Árgírus-opera
- Zongoraverseny
- A magyarországi délszlávok zenei hagyományai (posztumusz 1978) – összefoglaló népzenei gyűjtemény

## Lemezei
- Vujicsics Tihamér (LP, 1977); Qualiton, LPX 16597[18]
  - A. old. Dalok; Ráckevei ballada; Búcsúzó; Athéni lány; Liliomfehéren; Nászdal; Apró képek balladája
  - B. old. Zenés paródiák; Megzenésített zárthelyi dolgozat (Heged a fém...); Hungarobeat; Az árgyélus kismadár[19]
- Hungarian State Folk Ensemble. Arrangements By Tihamér Vujicsics (LP, 1980); Hungaroton, SLPX 18049[20]
- Az utolsó garabonciás [ hangfelvétel ] : in memoriam Vujicsics Tihamér; Hungaroton, Budapest, 2005

## Kötetei
- Muzičke tradicije južnih slovena u Mađarskoj / A magyarországi délszlávok zenei hagyományai / Musical traditions of south slavs in Hungary; szerk. Richter Pál; BTK Zenetudományi Intézet, Budapest, 2020